# Morti nel 1625

## Gennaio(8)
- 7 gennaio - Ruggero Giovannelli, compositore e cantore italiano
- 8 gennaio - Giovanni Gualberto Magli, cantante castrato italiano
- 12 gennaio - Jan Brueghel il Vecchio, pittore fiammingo (n. 1568)
- 15 gennaio - Adriano Politi, umanista e traduttore italiano (n. 1542)
- 17 gennaio - Giulio Negrone, gesuita e scrittore italiano (n. 1553)
- 23 gennaio - Giovanni III della Frisia orientale-Rietberg, nobile tedesco (n. 1566)
- 28 gennaio - Jacob Gretser, drammaturgo, teologo e storico tedesco (n. 1562)
- 28 gennaio - Çerkes Mehmed Ali Pascià, politico ottomano (n. 1557)

## Febbraio(4)
- 1º febbraio - Marino Bizzi, arcivescovo cattolico italiano (n. 1565)
- 6 febbraio - Filippo Giulio di Pomerania, nobile tedesco (n. 1584)
- 19 febbraio - Arthur Chichester, politico inglese (n. 1563)
- 26 febbraio - Anna Vasa, principessa svedese (n. 1568)

## Marzo(11)
- 2 marzo - James Hamilton, II marchese di Hamilton, politico e nobile scozzese (n. 1589)
- 5 marzo - Geremia da Valacchia, religioso italiano (n. 1556)
- 7 marzo - Johann Bayer, giurista e astronomo tedesco (n. 1572)
- 7 marzo - Gioacchino Ernesto di Brandeburgo-Ansbach, nobile (n. 1583)
- 9 marzo - Dorotea Sibilla di Brandeburgo, nobildonna tedesca (n. 1590)
- 9 marzo - Michelangelo Seghizzi, vescovo cattolico italiano (n. 1565)
- 26 marzo - Giovan Battista Marino, poeta e scrittore italiano (n. 1569)
- 27 marzo - Giacomo I d'Inghilterra, re (n. 1566)
- 27 marzo - Antonio de Herrera y Tordesillas, storico spagnolo (n. 1549)
- 28 marzo - Luigi Lollino, vescovo cattolico e letterato italiano (n. 1552)
- 30 marzo - Johann Gelle, editore e incisore tedesco (n. 1580)

## Aprile(7)
- 7 aprile - Adriaan van den Spieghel, medico, chirurgo e botanico fiammingo (n. 1578)
- 10 aprile - Michele dei Santi, religioso spagnolo (n. 1591)
- 16 aprile - Angelo di Gesù Maria, religioso italiano (n. 1578)
- 20 aprile - Paolo Belloni, giurista e politico italiano (n. 1573)
- 23 aprile - Maurizio di Nassau, nobile olandese (n. 1567)
- 24 aprile - Anna di Holstein-Gottorp, nobile tedesca (n. 1575)
- 30 aprile - Benedetto da Urbino, presbitero e predicatore italiano (n. 1560)

## Maggio(4)
- 6 maggio - Pietro Antonio Novelli, pittore e incisore italiano (n. 1568)
- 17 maggio - Francisco Gómez de Sandoval y Rojas, politico e cardinale spagnolo (n. 1553)
- 20 maggio - Orazio Mochi, scultore italiano (n. 1571)
- 22 maggio - Hocazade Esad Efendi, politico ottomano (n. 1570)

## Giugno(4)
- 1º giugno - Honoré d'Urfé, scrittore francese (n. 1568)
- 2 giugno - Mōri Terumoto, militare giapponese (n. 1553)
- 5 giugno - Orlando Gibbons, compositore e organista inglese (n. 1583)
- 11 giugno - Marco Corner, vescovo cattolico italiano (n. 1557)

## Luglio(2)
- 19 luglio - Elisabetta di Danimarca, principessa danese (n. 1573)
- 23 luglio - Carlo Vanelli, scultore e ingegnere svizzero

## Agosto(3)
- 19 agosto - Federico Guglielmo di Teschen, duca (n. 1601)
- 19 agosto - Enno III della Frisia orientale, conte (n. 1563)
- 30 agosto - Anna di Prussia, nobile tedesca (n. 1576)

## Settembre(10)
- 4 settembre - Filiberto Milliet, arcivescovo cattolico italiano (n. 1561)
- 6 settembre - Thomas Dempster, storico e etruscologo scozzese (n. 1579)
- 6 settembre - Felice Palma, scultore italiano (n. 1583)
- 9 settembre - Gaspare Aselli, medico, chirurgo e anatomista italiano (n. 1581)
- 12 settembre - Giovanni Da Lezze, militare e politico italiano (n. 1554)
- 14 settembre - Pieter Isaacsz, pittore danese (n. 1569)
- 16 settembre - Edward Stafford, IV barone Stafford, nobile inglese (n. 1572)
- 19 settembre - Eitel Friedrich von Hohenzollern-Sigmaringen, cardinale e vescovo cattolico tedesco (n. 1582)
- 20 settembre - Heinrich Meibom, storico e poeta tedesco (n. 1555)
- 21 settembre - Bartolomeo Cavarozzi, pittore italiano (n. 1587)

## Ottobre(2)
- 1º ottobre - Hendrick Joosten Speuy, compositore e organista olandese (n. 1575)
- 24 ottobre - Abraham Scultetus, teologo tedesco (n. 1566)

## Novembre(5)
- 3 novembre - Adam Gumpelzhaimer, compositore e teorico della musica tedesco (n. 1559)
- 13 novembre - Guglielmo Caccia, pittore italiano (n. 1568)
- 14 novembre - Giulio Cesare Procaccini, pittore e scultore italiano (n. 1574)
- 16 novembre - Sofonisba Anguissola, pittrice italiana (n. 1532)
- 19 novembre - Giovanni Reinardo I di Hanau-Lichtenberg, conte tedesco (n. 1569)

## Dicembre(6)
- 8 dicembre - Cristina di Holstein-Gottorp, nobile tedesca (n. 1573)
- 16 dicembre - Elisabetta d'Assia-Kassel, principessa tedesca (n. 1596)
- 16 dicembre - Francesco Sacchini, gesuita, storico e umanista italiano (n. 1570)
- 17 dicembre - Panfilo Persico, presbitero italiano (n. 1571)
- 19 dicembre - Giulio Sansedoni, vescovo cattolico italiano (n. 1551)
- 25 dicembre - Carlo Pascale, letterato e diplomatico italiano (n. 1547)

## Senza giorno specificato(32)
- Paolo Beni, filologo, letterato e gesuita italiano (n. 1552)
- Johann Hartmann Beyer, medico e matematico tedesco (n. 1563)
- Diego Cabeza de Vaca, vescovo cattolico spagnolo
- Girolamo Campagna, scultore italiano (n. 1549)
- Bernardo Castelletto, poeta e naturalista italiano
- Domenico Pietro Cerone, cantore, presbitero e teorico della musica italiano (n. 1566)
- Giovanni Battista Ciotti, editore e tipografo italiano (n. 1560)
- Marija Vladimirovna Dolgorukova, nobile russa (n. 1601)
- Giovanni Carlo Doria, collezionista d'arte italiano (n. 1576)
- John Fletcher, drammaturgo inglese (n. 1579)
- Giovanni Florio, umanista inglese (n. 1552)
- Giovanni Ghizzolo, francescano, compositore e organista italiano
- Alessandro Gonzaga, nobile e politico italiano (n. 1570)
- Rodolfo di Lasso, organista e compositore fiammingo
- Li Dan, mercante e pirata cinese
- Thomas Lodge, scrittore e drammaturgo inglese
- Ippolito Malaspina, nobile italiano (n. 1540)
- Giovanni Gregorio Piola, pittore italiano (n. 1572)
- Enrico Radesca, compositore e organista italiano
- John Robinson, religioso britannico (n. 1576)
- Juan de las Roelas, pittore spagnolo (n. 1588)
- Johann Rottenhammer, pittore tedesco (n. 1564)
- David Sacerdote, compositore e banchiere italiano (n. 1550)
- Tommaso Salini, pittore italiano
- Willem Schouten, navigatore olandese
- Fabrizio Sforza di Caravaggio, generale e nobile italiano (n. 1580)
- Martinus Sonck, politico olandese
- Henry de Vere, XVIII conte di Oxford, avvocato e militare britannico (n. 1593)
- Francesco Villamena, incisore italiano (n. 1566)
- Yamauchi Yasutoyo, militare giapponese (n. 1549)
- Diane de Dommartin, nobile francese (n. 1552)
- Francisco de Álava y Nureña, militare spagnolo (n. 1567)